# Jardins perdus de Heligan

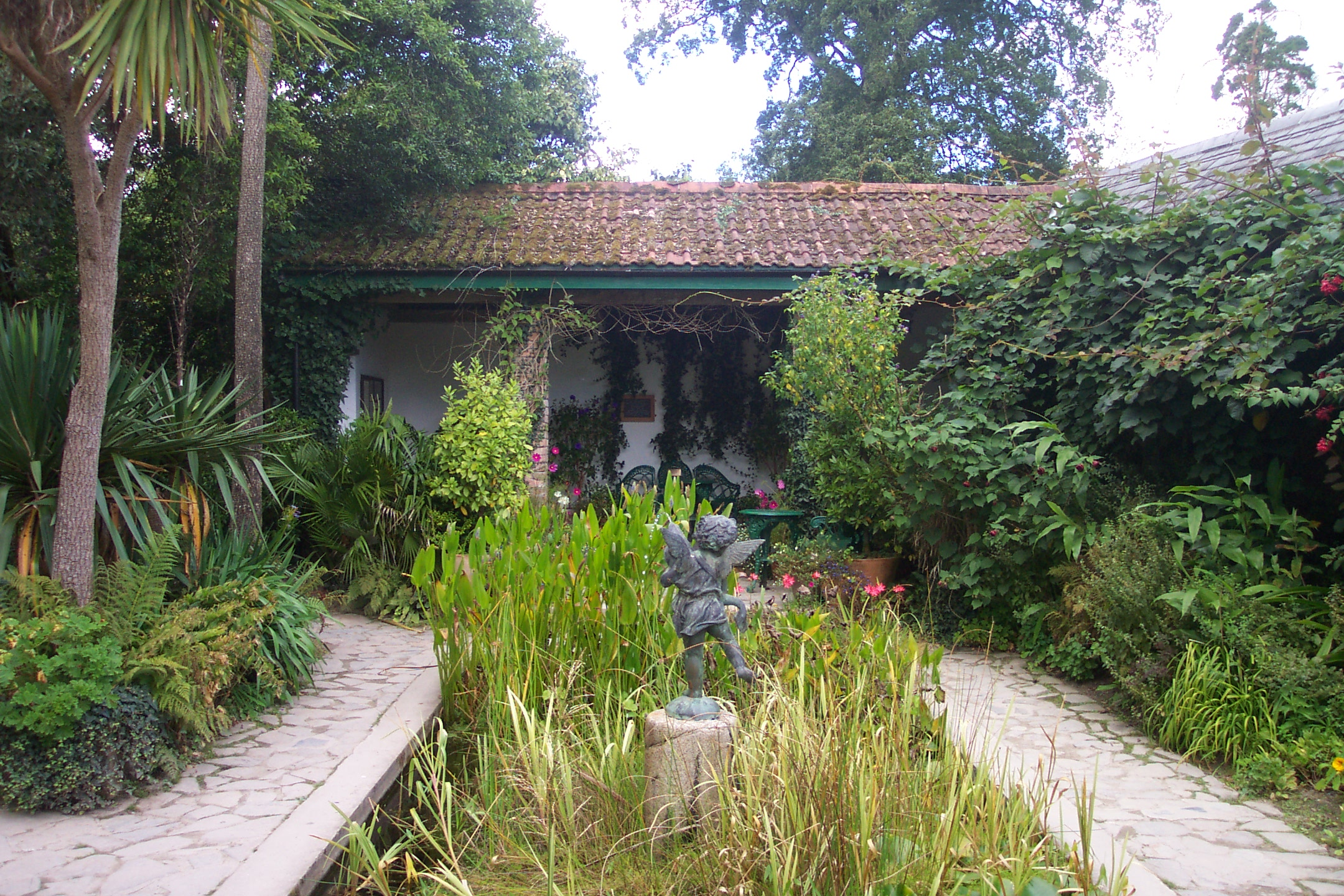
Le Jardin italien

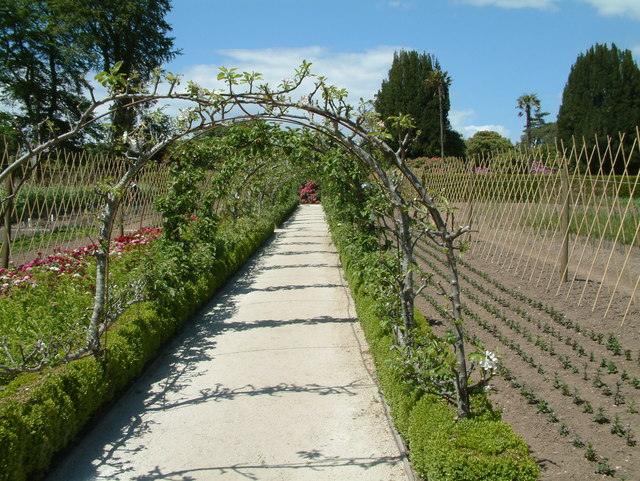
Les pommiers en arceaux du jardin potager

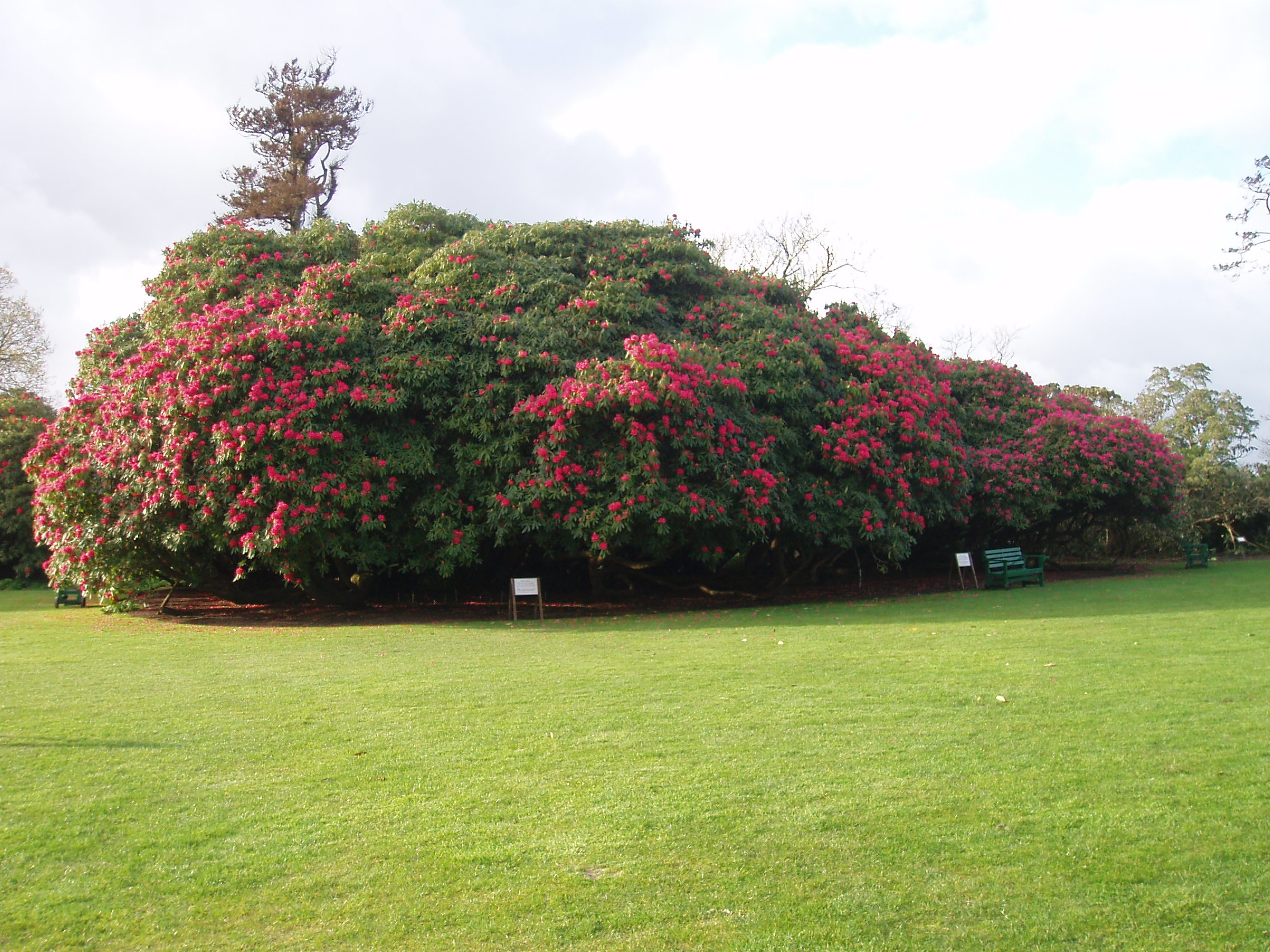
Un rhododendron sur Flora's Green

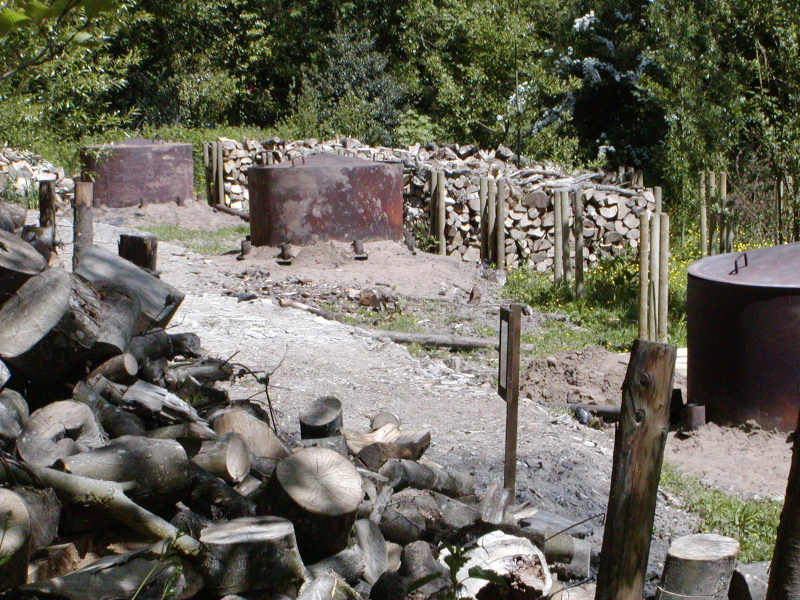
Four à charbon dans la Vallée perdue

Les jardins perdus de Heligan (du cornique Lowarth Helygen qui signifie « jardin de saules »), près de Mevagissey en Cornouailles, font partie des plus célèbres jardins botaniques britanniques. Le style des jardins est typique du XIXe siècle.
Les jardins furent créés par des membres de la famille Tremayne sur une période qui s'étend du milieu du XVIIIe siècle au début du XXe siècle et font toujours partie de la propriété de la famille. Les jardins ont été négligés après la Première Guerre mondiale et restaurés dans les années 1990, restauration qui fut l'objet de programmes télévisés et de livres.
Les jardins présentent une collection de rhododendrons et camélias anciens, une série de lacs alimentés par des béliers hydrauliques de plus d'une centaine d'années, des jardins d'agrément et potagers, un jardin italien, et une zone sauvage pleine de fougères appelée « la jungle ». Les jardins abritent aussi le dernier châssis à ananas d'Europe, chauffé au fumier.

## Géographie
Les jardins perdus de Heligan entourent la maison Heligan et ses jardins privés. Ils se situent à 2,4 km au nord-est du village de Mevagissey. Les jardins sont à 9,7 km de la ville et de la gare de St Austell et se situent principalement dans la paroisse civile de St Ewe, même si certaines parties des jardins, à l'est, se trouvent sur la paroisse de Megavissey.
La partie nord des jardins, qui comprend les principaux jardins ornementaux et potagers, est légèrement plus haute que la maison et descend doucement jusqu'à elle. Les zones des jardins à l'ouest, sud et est de la maison descendent brusquement vers une série de vallées qui débouchent finalement sur la mer à Mevagissey. Ces zones sont plus sauvages et comprennent « la jungle » et « la vallée perdue ».

## Histoire
La propriété Heligan fut acquise par les Tremayne au XVIe siècle, et on doit la maison et les jardins (encore) privés qui la bordent aux premiers membres de la famille.
Cependant les jardins suivants qui sont à présent ouverts au public furent largement dus aux efforts de quatre propriétaires successifs de Heligan. Ce furent, :
- Henry Hawkins Tremayne
- John Hearle Tremayne, fils de Henry Hawkins Tremayne
- John Tremayne, fils de John Hearle Tremayne
- John Claude Lewis Tremayne, fils de John Tremayne et plus connu sous le nom de « Jack ».

Deux plans du domaine, datés entre 1777 et peu avant 1810, montrent les modifications apportées à la propriété Heligan au temps d'Henry Hawkins. Le premier plan montre un domaine principalement constitué de parcs, avec le site des jardins du Nord alors occupés par un champ. Le deuxième plan montre le développement de ceintures protectrices d'arbres autour des jardins et la structure des jardins du Nord, du jardin aux melons et du « jardin de fleurs » est déjà repérable.
Les descendants d'Henry Hawkins ont chacun fait d'importantes contributions au développement des jardins, dont les plantations ornementales le long de la « grande allée », la « jungle », les rhododendrons, Flora's Green, et la création du « jardin italien ». Avant la Première Guerre mondiale, le jardin nécessitait l'emploi de 22 jardiniers pour l'entretenir, mais la guerre a conduit 16 d'entre eux à la mort et en 1916 seuls 8 jardiniers prenaient soin du jardin. Dans les années 1920, l'amour de Jack Tremayne pour l'Italie, qui lui avait auparavant inspiré le « jardin italien », le conduisit à s'y installer définitivement et à louer Heligan. La maison fut louée pendant la majeure partie du XXe siècle, utilisée par l'armée américaine pendant la Seconde Guerre mondiale, puis transformée en appartements et vendue, sans les jardins, dans les années 1970. Dans ce contexte, les jardins furent négligés,.
Après la mort sans descendance de Jack Tremayne, le domaine Heligan passa sous propriété d'un trust au profit de plusieurs membres de la famille Tremayne. L'un d'eux, John Willis, vivait dans les environs et fit découvrir les jardins au producteur de disques Tim Smit. Lui et un groupe d'amis enthousiastes entreprirent de redonner au jardin son ancienne gloire et le louèrent à la famille Tremayne.
La restauration a été le sujet d'une série de six émissions de télévision sur Channel 4 en 1996 et a revitalisé l'économie locale autour de Heligan.

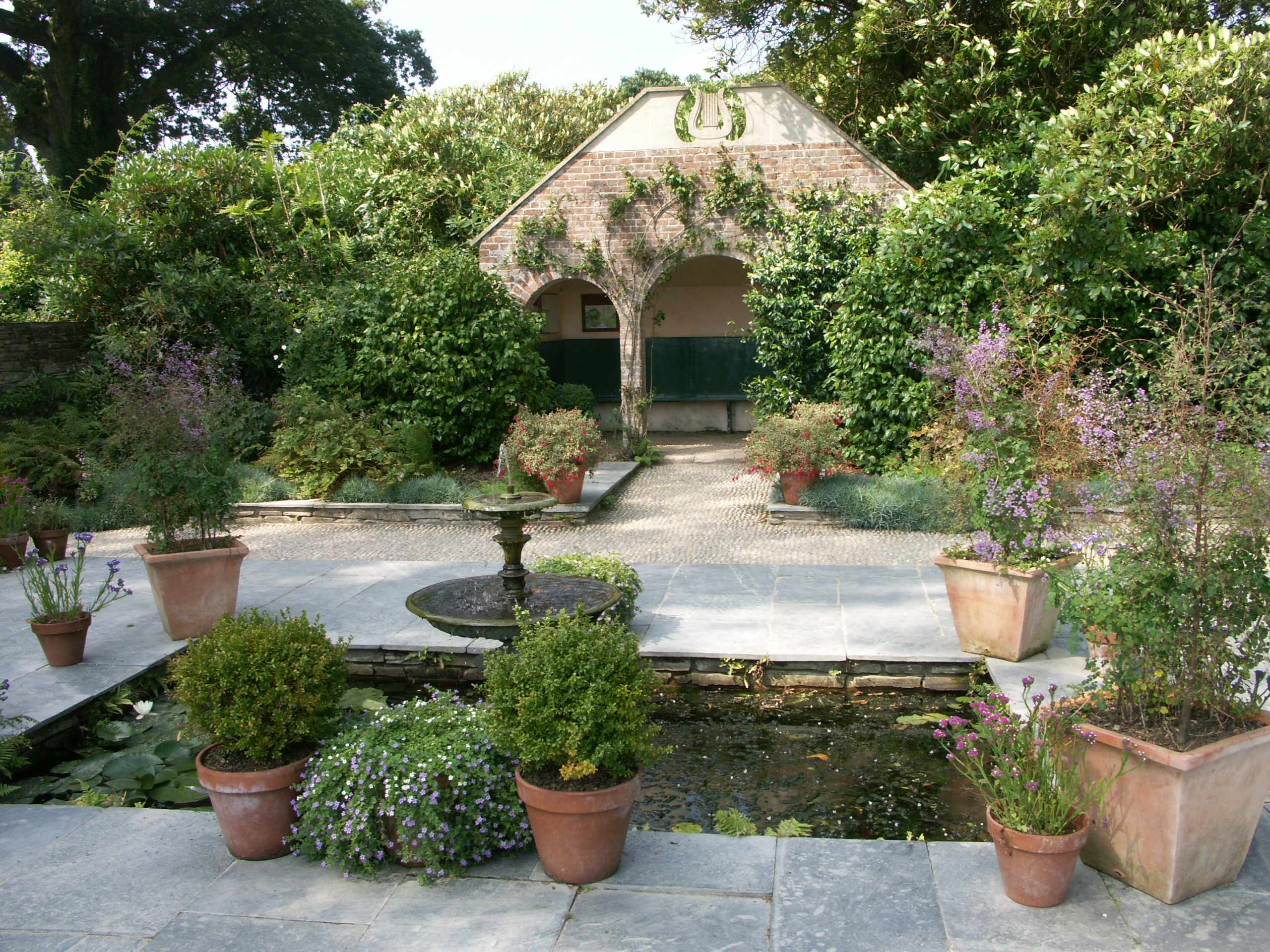
Le pavillon Nord
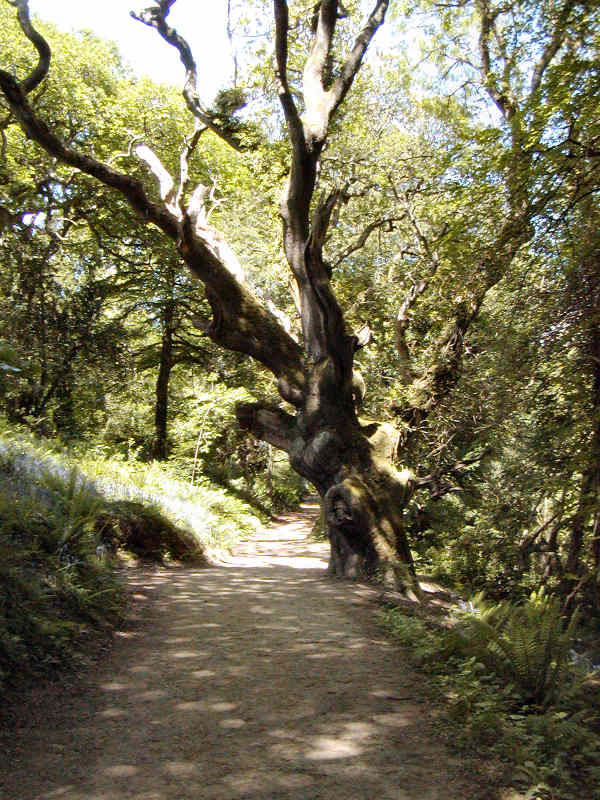
La Promenade Géorgienne
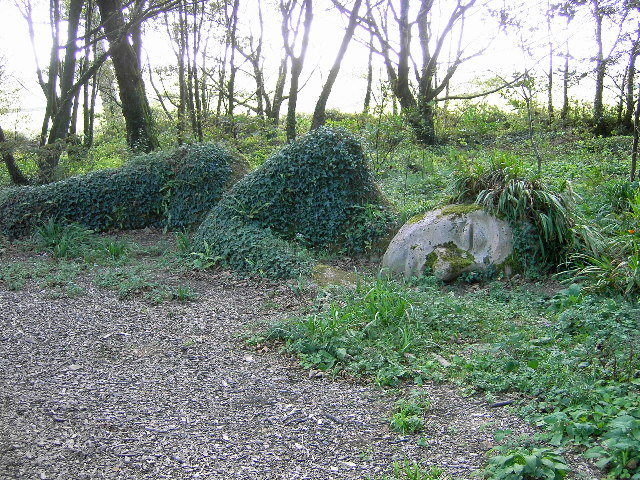
The Mud Maid.
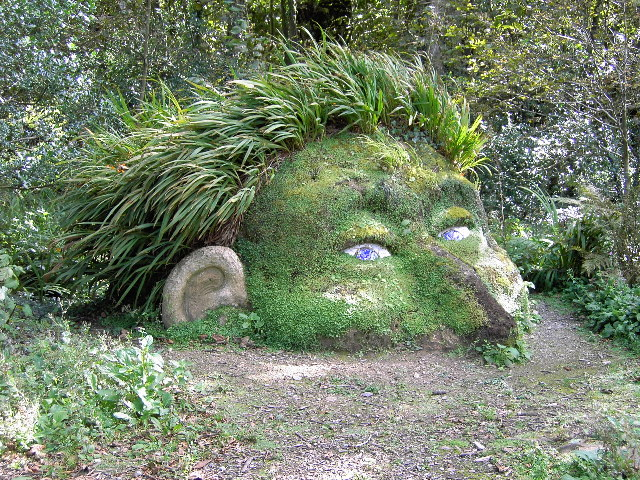
The Giant's Head.
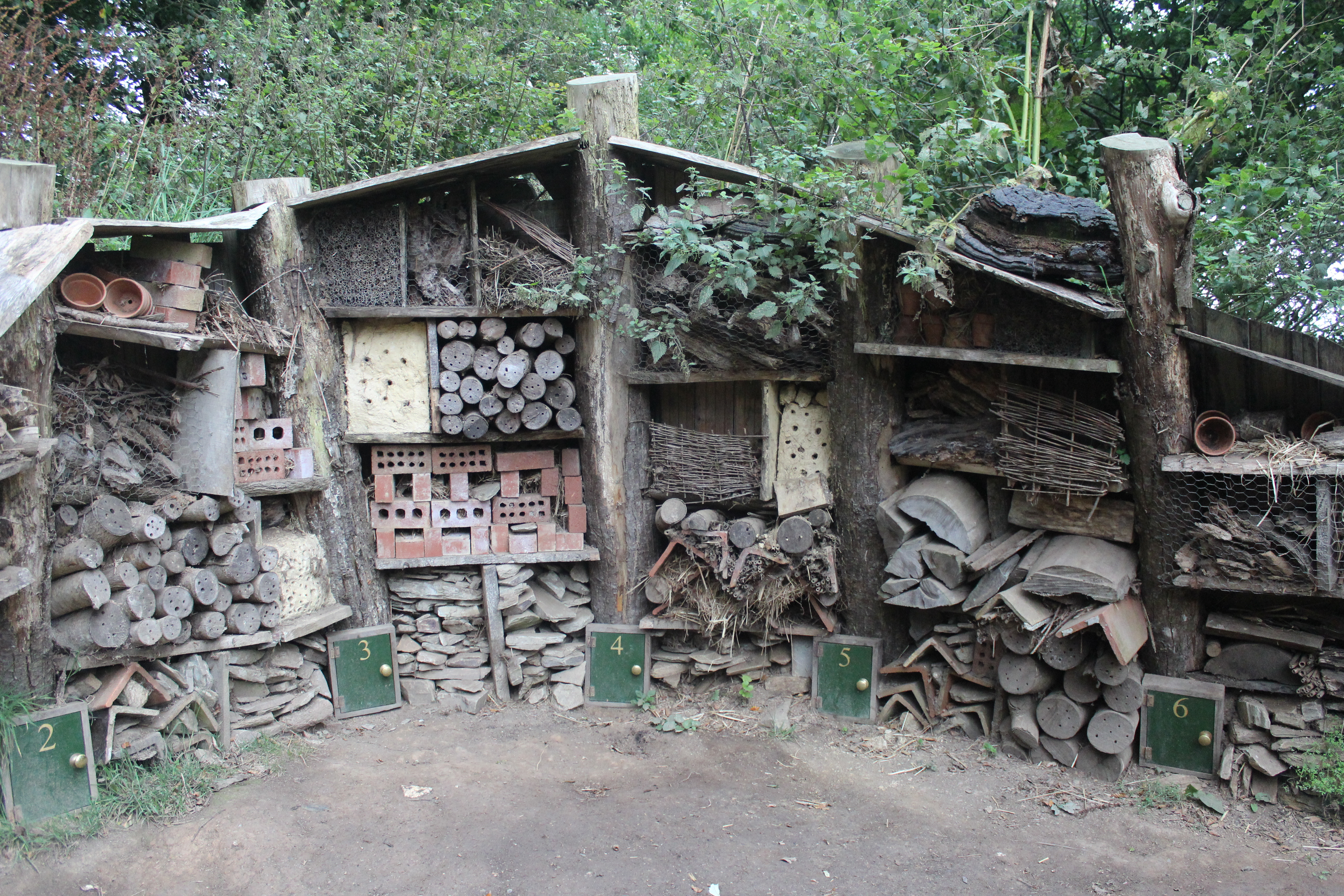
Hôtel à insectes

### Filmographie
- Heligan. Past, Present & Future. A Tenth Anniversary Celebration., Free Range Television, Heligan 2001 (DVD).
- Vivianne Howard (réalisateur), Barbara Flynn (narrateur) : The lost gardens of Heligan: an exquisite garden emerging like "Sleeping Beauty" from its seventy année sleep, Londres, 1997, Channel 4 Video. (cassette VHS) ASIN B00004CTZH
- The Return To The Lost Gardens Of Heligan - The Myths And Discoveries, de Michael Hutchinson, Channel 4 Video (VHS cassette) ASIN B00004CY3I
- Heligan: Secrets of the Lost Gardens, épisode 3 de Natural World, 2011-2012, BBC2. Diffusion originale le 17 août 2011